# Schlegeliaceae
Schlegeliaceae, biljna porodica u redu medićolike koja obuhvaća četiri roda iz Srednje i Južne Amerike, s ukupno 37 priznatih vrsta

## Opis
Neotropska su porodica s četiri roda i 37 vrsta lijana koje se penju, epifitskih grmova ili iznimno samostojećih grmova ili drveća. Lijane su zastupljene rodom Schlegelia s ~23 vrste (danas 24, S. longirachis) pronađene u vlažnim do mokrim šumama na niskim do srednjim nadmorskim visinama. 
Dijagnostika: lijane koje se penju po korijenu; listovi jednostavni, nasuprotni, kožasti, s cjelovitim i obično zaokrenutim rubovima, lamina obično abaksijalno s fovejama prema bazi; bez stipula; čaška oblika šalice, usječena; vjenčić gamopetalan (sastavljen od sjedinjenih latica), < 2 cm dug, često boje lavande. Može se zamijeniti s članovima porodice Plantaginaceae, ali prisutnost velikih, eliptičnih do ovalnih listova razlikuje ga od članova te porodice.

## Rodovi
1. Exarata A.H.Gentry (1 sp.)
2. Gibsoniothamnus L.O.Williams  (12 spp.)
3. Schlegelia Miq.  (24 spp.)
4. Synapsis Griseb. (1 sp.)
5. Cubitanthus Barringer (1 sp.). Taksonomski položaj nejasan, isključeno iz Gesneriaceae, moguće Schlegeliaceae, moguće bliska s Linderniaceae.[1]